# Graphviz
Graphviz (скорочення від англ. Graph Visualization Software) — пакет інструментів з відкритим кодом для візуалізації графів розроблений в AT&T Labs для графів описаних мовою DOT. Також він дозволяє іншим програмам використовувати свої бібліотеки. Graphviz — вільне програмне забезпечення що поширюється під ліцензією Eclipse Public License.

## Архітектура
Graphviz складається з мови опису графів DOT та набору програм, які можуть обробляти файли цієї мови:
dotконсольна програма що розташовує граф на площині і виводить його зображення в різні графічні формати (PostScript, PDF, SVG, та інші).
neatoдля «пружинної моделі» розміщення (в версії Mac OS називається «з мінімізованою енергією»)
twopiдля радіального розміщення
circoдля кругового розміщення.
fdpрозміщує ненаправлені графи.
dottyГрафічний інтерфейс користувача для візуалізації та редагування графів.
leftyпрограмовний (на мові похідній від EZ) віджет який виводить зображення графу і дозволяє користувачу виконувати дії над ним. Може використовуватись як view в архітектурі model-view-controller.

## Застосування
- AsciiDoc може включати графи в синтаксі Graphviz
- ConnectedText має плагін Graphviz.
- GraphViz плагін до DokuWiki [Архівовано 13 травня 2012 у Wayback Machine.]
- Doxygen використовує Graphviz для генерації діаграм, таких як ієрархії класів та діаграми взаємодій по коду програми.
- GRAMPS використовує Graphviz для візуалізації родоводів
- GraphViz — плагін до MediaWiki
- Linguine Maps Java API до Graphviz
- lisp2dot [Архівовано 7 червня 2011 у Wayback Machine.] транслює Lisp'о-подібні дерева програм на мову DOT. Створений для використання в генетичному програмуванні.
- MoinMoin плагін [Архівовано 15 липня 2012 у Wayback Machine.]
- OmniGraffle 5 використовує рушій Graphviz
- UMLGraph [Архівовано 20 червня 2010 у Wayback Machine.] створює UML діаграми з декларативних специфікацій
- WinGraphviz [Архівовано 24 листопада 2010 у Wayback Machine.] програма для платформи win32.
- WikidPad використовує плагін Graphviz
- QuickGraph [Архівовано 17 березня 2010 у Wayback Machine.] може використовувати Graphviz при рендерингу.
- Scribus
- Puppet може створювати графи DOT які потім переглядаються у Graphviz[9]

## Зноски
1. ↑  Credits [Архівовано 9 лютий 2010 у Wayback Machine.] Graphviz
2. ↑  Eleftherios Koutsofios and Stephen North. Drawing graphs with dot. Technical Report 910904-59113-08TM, AT&T Bell Laboratories, Murray Hill, NJ, September 1991.
3. ↑  https://github.com/ellson/graphviz/releases/tag/stable_release_2.40.1
4. ↑  The graphviz Open Source Project on Open Hub: Languages Page — 2006.
5. ↑  https://gitlab.com/graphviz/graphviz/-/blob/main/COPYING
6. ↑  Мова DOT. Архів оригіналу за 8 грудня 2020. Процитовано 14 грудня 2010.
7. ↑  neato. Graphviz (англ.). Архів оригіналу за 21 квітня 2022. Процитовано 27 квітня 2022.
8. ↑  Інструкція до Lefty [Архівовано 22 вересня 2020 у Wayback Machine.], секція 3.1, сторінка 9.
9. ↑  Dependency graphs in Puppet. Архів оригіналу за 13 травня 2012. Процитовано 14 грудня 2010. [Архівовано 2012-05-13 у Wayback Machine.]